# Kubb
Il kubb è un gioco tradizionale svedese di origine norrena. È un gioco con regole semplici, che ricorda da un lato il bowling dall'altro le bocce. Alcuni giocatori dicono che sia nato nell'isola di Gotland, nel Mar Baltico, in quanto dal 1995 proprio a Gotland si disputa un campionato mondiale.

## Il Kubb in Italia
Nel 2006 è stato organizzato il primo campionato italiano a Città di Castello, in provincia di Perugia. Di fatto, in occasione di quel campionato nasce il Gruppo Italiano Kubb (GIK) che si pone come obiettivo la diffusione del gioco sul territorio italiano. Da allora sono stati organizzati altri 12 campionati.
L'ultimo, il 14°, si è svolto a Quiliano - SV nel luglio 2019.
Nel 2007 continuando la ricerca sui giochi di lancio, alcuni rappresentanti del Gruppo Italiano Kubb hanno cominciato la diffusione in Italia del Cornhole, un gioco molto praticato negli USA, dove sono presenti numerose federazioni. È nato quindi nel 2008 anche il Gru.Co. - Gruppo Cornhole Italia, che dal 2009 al 2014 ha organizzato sei edizioni del Campionato Italiano di Cornhole. 

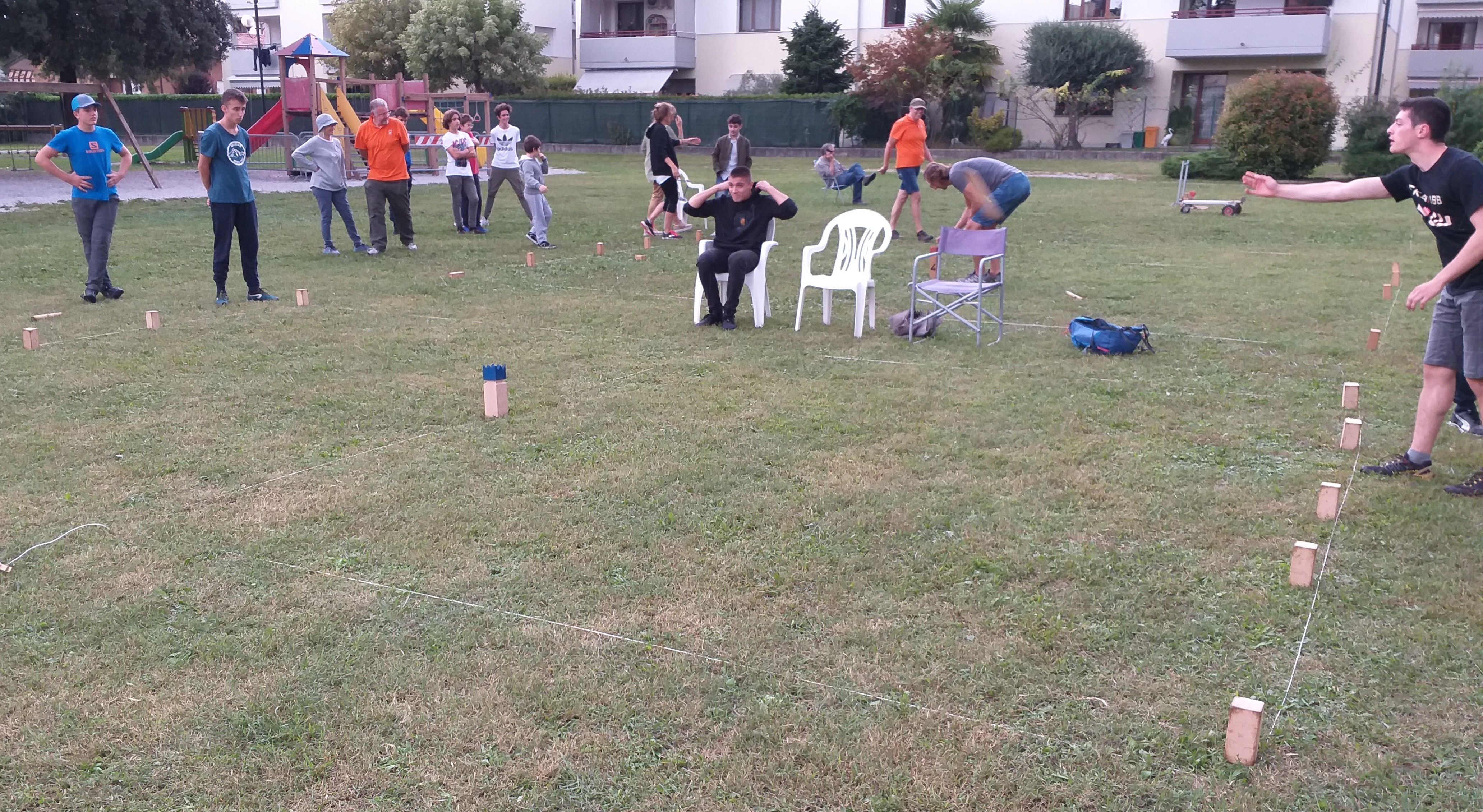
Una partita di torneo di Kubb a Spilimbergo

Nel 2008 il Gruppo Italiano Kubb ha sperimentato e adottato il kubbino, per bambini, bambine, ragazzi e ragazze dai 6 ai 14 anni. Si gioca con un numero ridotto di kubb (3 per squadra) e solo 4 bastoni di lancio.
Dal 2011 il Gruppo Italiano Kubb e il Gru.Co - Gruppo Cornhole Italia operano attraverso l'Associazione GiocOvunque di Firenze che si pone come uno degli obiettivi fondanti la diffusione di questi e di altri giochi di lancio in Italia.
Dal 2015 si disputa ogni anno a fine settembre il Campionato Italiano di Kubb WM, organizzato dal Foto Ludico Spilimberghese nel comune di Spilimbergo. In questa manifestazione partecipano squadre da sei giocatori e vengono usate le regole del campionato mondiale di Gotland, e anche i pezzi del Kubb sono conformi a quelli in uso in Europa e in USA. Questo evento è reso prestigioso, oltre che dalla modalità di gioco internazionale, anche dalla presenza dei membri della squadra Bastaunflsso, vincitori del campionato italiano per squadre da tre elementi negli anni 2013, 2014, 2015.
Dal 13 al 15 settembre 2024, il gioco del Kubb partecipa alla 22^ edizione di Tocatì, Festival Internazionale dei Giochi in Strada, organizzato dall’Associazione Giochi Antichi (AGA) in collaborazione con il Comune di Verona; nel "Parco Alto San Nazaro" la Nazionale Italiana che ha partecipato al quinto "European Kubb Championships" in Repubblica Ceca allestisce tre campi per giocare e far giocare bambini, ragazzi e adulti, riscuotendo notevole successo.
Nel mese di novembre 2024 viene costituita l'Associazione Sportiva Dilettantistica Kubb Italia (ASD Kubb Italia) con sede in Dolcè (VR), con lo scopo precipuo di promuovere e diffondere capillarmente anche in Italia la conoscenza e la pratica del Kubb. ASD Kubb Italia è affiliata al Centro Sportivo Educativo Nazionale (CSEN), Ente di Promozione Sportiva riconosciuto dal CONI e dal CIP. 
Nel mese di giugno 2025, il F.Lu.S. Foro Ludico Spilimberghese organizza due tornei di Kubb a Gaio di Spilimbergo (PN) a cui partecipano anche giocatori tesserati con ASD Kubb Italia che si aggiudicano il 1° e il 2° posto nel torneo 3vs3 con i teams "Bifolchi" (Primi - team composto da Flavio Rizzi, Nicola Rizzi e Alessio Zardini) e "TucoRamirez" (Secondi - team composto da Leonardo Bartoli, Gabriele Cacciatori ed Eric Vincenzi), e il 1° e 2° posto nel torneo 2vs2 con i teams "KubbRizz" (Primi - team composto da Flavio Rizzi e Nicola Rizzi) e "Gli Improbabili" (Secondi - team composto da Leonardo Bartoli e Alessio Zardini).
Il 4 e 5 luglio 2025, alcuni giocatori tesserati ASD Kubb Italia (Flavio Rizzi, Nicola Rizzi, Alessio Zardini, Filippo Gamberoni, Filippo Mazzi, Eric Vincenzi e Alberto Diomede) partecipano alla sesta edizione degli "European Kubb Championships" tenuti a Port Jerome sur Seine (Francia), affrontando i migliori giocatori europei, provenienti da Belgio, Svizzera, Germania, Repubblica Ceca, Svezia, Francia, Spagna, e ottenendo buoni piazzamenti sia nel torneo 1vs1 che nel torneo 3vs3.
A luglio 2025, ASD Kubb Italia viene ammessa quale membro ufficiale dell’European Kubb Association (EKA) al pari di Svizzera, Belgio, Germania, Spagna, Svezia, Francia e Repubblica Ceca.

## Componenti del gioco

È fabbricato in legno massiccio ed è costituito da 17 pezzi:
- 1 re;
- 10 parallelepipedi, detti "kubb"; le dimensioni più usate, in centimetri, sono {\displaystyle 7{,}0\times 7{,}0\times 15}[4];
- 6 bastoni da lancio di forma cilindrica lunghi circa 30 cm.
- Sono inoltre necessari, nel caso in cui si giochi su terreno morbido (prato, spiaggia, neve, etc.) 4 picchetti di legno che vengono utilizzati piantandoli per terra per delimitare il campo. Il campo regolamentare è di 8 m x 5 m, ma è possibile giocare anche su un campo ridotto.

## Regole del gioco[8]
Per poter svolgere una partita è necessario un numero minimo di due giocatori, non è previsto un numero massimo ma si consiglia di non superare i sei partecipanti per squadra. È consigliabile che il numero dei giocatori sia pari anche se è possibile giocare anche con un numero dispari di partecipanti.

### Scopo del gioco
Lo scopo è di abbattere tutti e cinque i Kubb disposti sulla linea di fondo della squadra avversaria colpendoli con i bastoni da lancio e successivamente abbattere nello stesso modo il re.

### Preparazione del campo
Il campo di gioco è costituito da un rettangolo con il lato corto di 5 m e quello lungo che può variare dai 6 agli 8 m a discrezione dei giocatori. Una volta stabilite le dimensioni del campo si posiziona un picchetto di legno ad ogni angolo; il campo sarà costituito dalle linee ideali che uniscono i quattro angoli. Se possibile, per miglior comprensione, si traccia una linea di metà campo parallela ai lati corti. Al centro di questa linea (quindi al centro esatto del campo) si posiziona il re  che si distingue dagli altri pezzi in gioco per le dimensioni maggiori.
I giocatori si dividono in due squadre possibilmente di egual numero. Il Kubb risulta divertente anche giocato in due, uno contro l'altro.
Ogni squadra sceglie una metà campo, prende 5 kubb e li sistema in posizione eretta sulla linea di fondo della propria parte, distanziandoli come preferisce.

### Inizio
La squadra che inizia il gioco deve lanciare i sei bastoni da lancio a sua disposizione e cercare con questi di abbattere il maggior numero possibile di kubb disposti nel campo dell'avversario. In realtà in molti tornei viene adottata la "regola 2-4-6" per iniziare: la squadra che inizia lancia solo due bastoni, poi la squadra avversaria lancia solo quattro bastoni, e nei turni successivi si lanciano sempre sei bastoni normalmente. Il lancio deve essere effettuato con i piedi dietro alla propria linea di fondo e si può lanciare un solo bastone da lancio alla volta. Ogni squadra decide a propria discrezione chi lancia i bastoni da lancio e in che numero ma solitamente queste vengono divisi equamente fra tutti i componenti della squadra che li lanceranno uno dopo l'altro.

### Regole per il lancio dei bastoni
- La mano che lancia il bastone da lancio non può superare il punto vita quindi non si possono effettuare lanci laterali o da sopra le spalle; l'unico tipo di lancio consentito è dal basso verso l'alto in maniera molto simile al movimento utilizzato per lanciare le bocce o la palla da bowling.
- Il bastone durante il lancio dovrebbe rimanere il più possibile all'interno di un piano verticale. Non è quindi consentito lanciare il bastone in posizione parallela alla linea di fondo in modo che occupi il maggior spazio possibile e sia quindi più facile abbattere il kubb. Allo stesso modo non si può lanciare il bastone "ad elicottero".
- Il bastone da lancio va impugnato, fatto dondolare all'altezza dei propri piedi e poi lanciato avendo cura che si mantenga il più possibile all'interno di un piano verticale fino all'atterraggio. Dal momento in cui il bastone da lancio tocca terra ogni suo movimento è consentito quindi può rimbalzare, ruzzolare, roteare ecc.
- Si possono quindi adottare due tecniche di lancio:
  1. Diretto: cercare di colpire direttamente il kubb senza far toccare terra al bastone da lancio;
  2. Di rimbalzo: far rimbalzare il bastone da lancio nel campo dell'avversario, più o meno vicino ai kubb, e sperare che ruzzolando ne abbatta almeno uno.
- Se a seguito del lancio il bastone esce dal campo di gioco da qualsiasi lato il lancio è comunque considerato valido. Sia nel caso in cui si siano abbattuti kubb sia nel caso contrario si procederà a lanciare i bastoni di lancio successivi fino ad esaurimento.
- Nel caso in cui un bastone da lancio abbatta più kubb, ogni abbattimento è considerato valido.

### Regola del re
Se prima dell'epilogo, con un bastone da lancio o con la rimessa o con i piedi accidentalmente si abbatte il Re, la squadra che lo ha abbattuto è sconfitta indipendentemente dall'andamento della gara.

### Svolgimento
Nel caso in cui la prima squadra non abbia abbattuto nessun Kubb i bastoni da lancio passano agli avversari che a loro volta tenteranno di abbattere i kubb dei rivali; si procede in questo modo finché uno dei due contendenti non riesce ad abbattere almeno un kubb, in questo caso una volta terminati di lanciare tutti i bastoni da lancio rimasti il gioco procede così: la squadra che ha patito l'abbattimento di uno o più kubb li prende in mano, si posiziona con i piedi dietro alla propria linea di fondo e li lancia con qualsiasi tecnica preferisca avendo cura che questi si fermino nella metà campo avversaria; il lancio dei kubb abbattuti nella metà campo avversaria viene chiamato rimessa. Adesso che è il suo turno di lancio questa squadra non potrà abbattere i Kubb disposti a fondo campo dell'avversario finché non avrà abbattuto i kubb che essa stessa ha lanciato nella metà campo avversaria. Quindi i bastoni andranno lanciati con le stesse regole ma indirizzati verso i "nuovi" kubb entrati in gioco. Se non si riescono ad abbattere questi "nuovi" kubb con i sei bastoni di lancio disponibili il turno passa all'avversario che non tirerà più dalla linea di fondo campo, bensì dalla linea ideale parallela a quella di fondo segnata dal kubb più vicino alla linea di metà campo rimasto in piedi.
Bisogna fare attenzione al fatto che la seconda squadra non potrà abbattere i kubb avversari se nella sua metà campo ci sono dei Kubb lanciati e poi abbattuti dagli avversari. Dovrà procedere come sopra: raccogliere i kubb abbattuti, posizionarsi dietro la linea di fondo e lanciarli nella metà campo avversaria.

### Rimessa in gioco dei kubb abbattuti

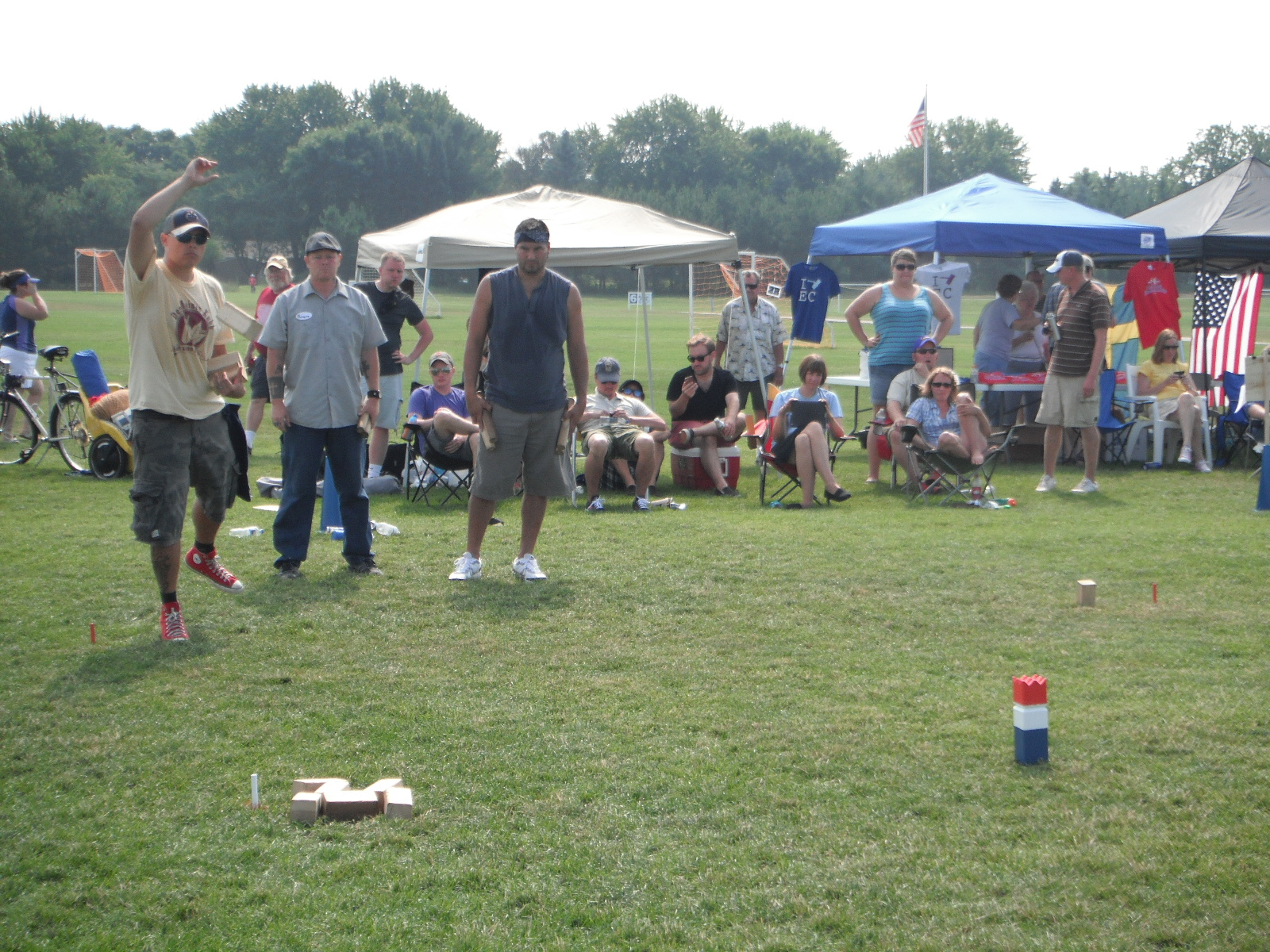
La fase di rimessa in una partita di torneo.

- Se un kubb ruzzola fuori dal campo, sia dal lato che dal fondo, esso va lanciato una seconda volta, se esce ancora è la squadra avversaria a decidere dove posizionarlo. Può essere posizionato ovunque mantenendo comunque la distanza di un bastone di lancio dal re o da qualsiasi linea laterale

- Vi sono diversi modi di procedere riguardo alla rimessa in gioco dei kubb
  - Secondo le regole adottate in quasi tutti i tornei del mondo, fra cui il Campionato Mondiale che si svolge ogni anno a Gotland in Svezia, non sono previste "torri" e quindi i kubb vengono rimessi in gioco e rialzati là dove sono finiti
  - Secondo le regole adottate dal Gruppo Italiano Kubb per il campionato italiano, è possibile invece creare colonne o torri di kubb, colpendo i kubb già nel campo avversario con un altro kubb. Solo colpendo al volo, direttamente, si può creare una colonna di due o più kubb. In ogni caso è la squadra che "ospita" i kubb nella sua metà campo a doversi curare di sollevare i kubb appena lanciati dagli avversari
- I kubb possono essere rialzati su ognuna delle due basi a discrezione della squadra che ospita i kubb

### Epilogo
Se una squadra riesce ad abbattere tutti i kubb nella metà campo avversaria, e se ha ancora bastoni a disposizione, abbattendo il re vince la partita. Il lancio verso il re viene effettuato in ogni caso dalla linea di fondo campo, ma  esistono almeno tre varianti del regolamento su questo punto:
- nella maggior parte dei tornei non ci sono regole particolari e si lancia normalmente verso il re;
- in Svizzera il lancio al re avviene solo con la tecnica del "Sure Shot": dando le spalle al re, si lancia il bastone sotto le gambe all'indietro;[9]
- nel campionato italiano 3vs3 la squadra che cerca di colpire il re e fallisce perde la partita e la vittoria va agli avversari; per questo motivo può anche decidere di rinunciare per quel turno, valutando anche in base al numero di bastoni che ha ancora a disposizione.

## Turno perfetto
Avendo a disposizione sei bastoni da lancio per abbattere cinque kubb disposti sul fondo, in teoria una squadra potrebbe vincere in un solo turno abbattendo tutti i kubb ed avendo un tiro per abbattere il re; questo evento è chiamato "turno perfetto". In realtà in molti tornei viene adottata la regola 2-4-6 per iniziare, proprio per evitare che questo accada e comunque per non favorire troppo la squadra che inizia. Il turno perfetto, detto anche "Perfect Game", resta comunque un'impresa ambita nell'allenamento dei giocatori esperti.

## Albo d'oro del Campionato Italiano di Kubb

### Campionato italiano 3vs3[11](variante con le torri)
| Edizione | Anno             | Sede del torneo       | Squadra campione (provenienza)                    |
| -------- | ---------------- | --------------------- | ------------------------------------------------- |
| I        | 2006             | Città di Castello     | Al Amal (Rimini)                                  |
| II       | 2008 (maggio)    | Siena                 | Linusiani (Bergamo, Ravenna)                      |
| III      | 2008 (settembre) | Parma                 | Uan ciu eh eh (Verona)                            |
| IV       | 2009             | Ravenna               | Rovacca se sbaglio (Parma)                        |
| V        | 2010 (aprile)    | Ravenna               | Il tappeto che dava un tono all'ambiente (Verona) |
| VI       | 2010 (ottobre)   | San Pietro in Cariano | Mafôdini (Firenze)                                |
| VII      | 2011             | Narni                 | Mafôdini (Firenze)                                |
| VIII     | 2011             | Bergamo               | Mafôdini (Firenze)                                |
| IX       | 2013             | Montebelluna          | Bastaunflusso (Spilimbergo)                       |
| X        | 2014             | Spilimbergo           | Bastaunflusso (Spilimbergo)                       |
| XI       | 2015             | Parma                 | Bastaunflusso (Spilimbergo)                       |
| XII      | 2016             | Parma                 | Bonborama (Belluno)                               |
| XIII     | 2017             | Bergamo               | I Rinati (Bergamo)                                |
| XIV      | 2019             | Valleggia (Quiliano)  | Mafôdini (Firenze)                                |

### Campionato italiano di Kubb WM (6vs6)
| Edizione | Anno | Sede del torneo | Squadra campione (provenienza) |
| -------- | ---- | --------------- | ------------------------------ |
| I        | 2015 | Spilimbergo     | I Raclis (Spilimbergo, Sacile) |
| II       | 2016 | Spilimbergo     | Ratatuje (Spilimbergo)         |
| III      | 2017 | Spilimbergo     | Ekakubb (Udine)                |
| IV       | 2018 | Spilimbergo     | I Raclis (Spilimbergo, Sacile) |
| V        | 2019 | Spilimbergo     | Ekakubb (Udine, Vicenza)       |
| VI       | 2021 | Spilimbergo     | Spaccablocchi (Spilimbergo)    |